# Aeroportul Williamson–Sodus
Aeroportul Williamson–Sodus (IATA: SDC, ICAO: KSDC, FAA LID: SDC) este un aeroport din New York, Statele Unite ale Americii ce deservește zona Williamson⁠(d). A fost numit după zona deservită.
Situat la o altitudine de 129 m, aeroportul dispune de 1 pistă.

## Infrastructură

### Piste
Aeroportul dispune de o singură pistă. Pista 10/28 are suprafața de asfalt și dimensiunile 3.801 picioare × 60 picioare. 